# NGC 774
NGC 774 è una galassia lenticolare situata nella costellazione dell'Ariete, a una distanza di circa 208 milioni di anni luce dalla nostra Via Lattea.

## Scoperta
La galassia è stata scoperta il 16 ottobre 1784 dall'astronomo britannico di origine tedesca William Herschel.

## Descrizione
Il database SIMBAD la classifica come galassia LINER, cioè una galassia il cui nucleo presenta uno spettro di emissione caratterizzato da larghe righe di atomi debolmente ionizzati.

## Supernova
Il 18 agosto 2006, all'interno di NGC 774 è stata scoperta la supernova SN 2006ee da parte di N. Joubert e W. Li nel corso del programma LOSS (Lick Observatory Supernova Search) dell'Osservatorio Lick. La supernova è stata classificata di tipo II.